# Diócesis de Quelimane
La diócesis de Quelimane (en latín: Dioecesis Quelimanensis y en portugués: Diocese de Quelimane) es una circunscripción eclesiástica de la Iglesia católica en Mozambique. Se trata de una diócesis latina, sufragánea de la arquidiócesis de Beira. Desde el 25 de julio de 2025 su obispo es Osório Citora Afonso, I.M.C..

## Territorio y organización

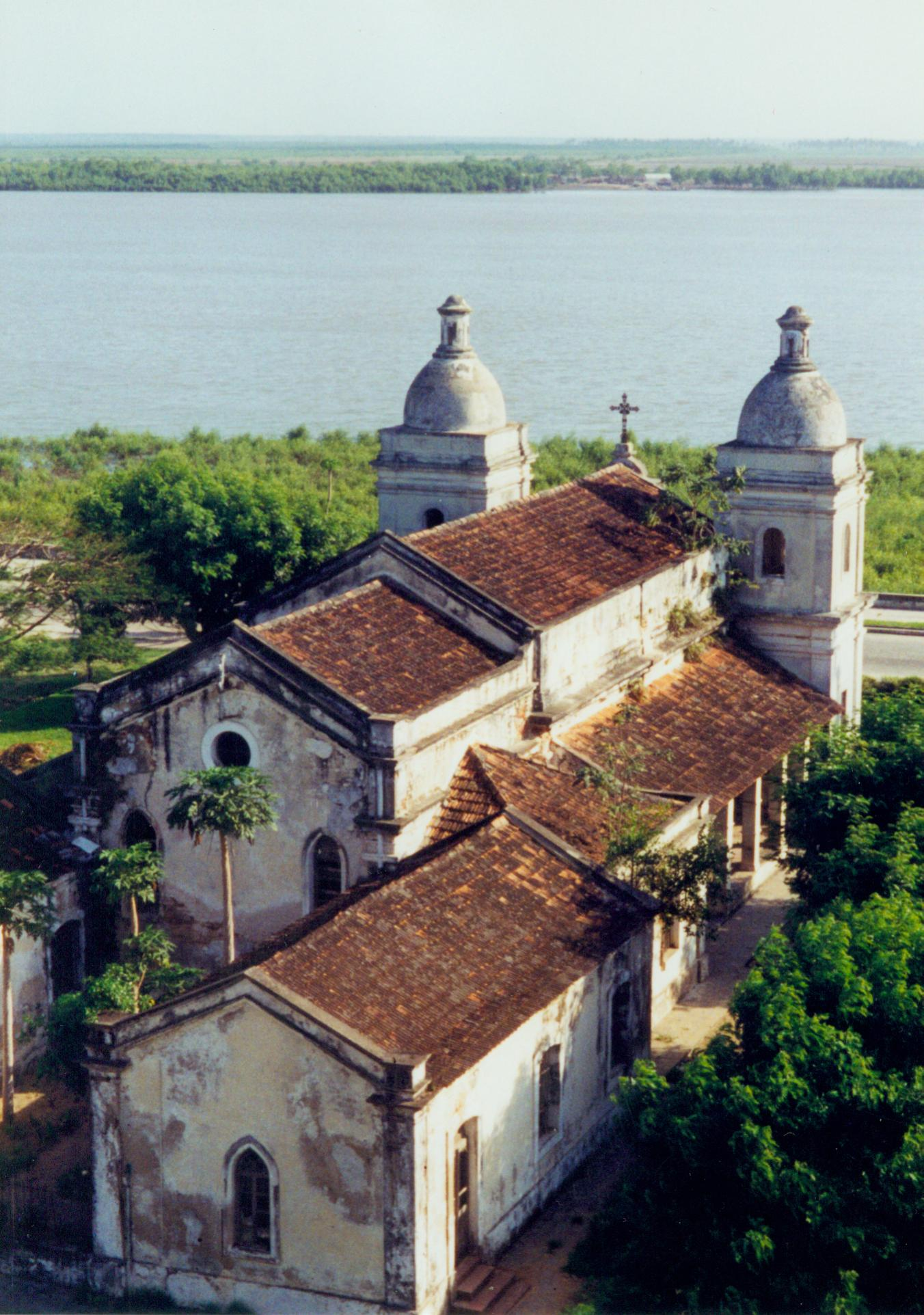
Antigua catedral de Quelimane, reemplazada en 1976

La diócesis tiene 57 798 km² y extiende su jurisdicción sobre los fieles católicos de rito latino residentes en la parte meridional de la provincia de Zambezia, comprendiendo los distritos de: Chinde, Derre (creado en 2013 con la elevación a distrito del puesto administrativo de Derre que pertenecía al distrito de Morrumbala), Inhassunge, Luabo (creado en 2013 con la elevación a distrito del puesto administrativo de Luabo que pertenecía al distrito de Chinde), Lugela, Maganja da Costa (en 2013 perdió los puestos administrativos de Mocubela y Bajone al crearse el distrito de Mocubela, que desde 2025 es parte de la diócesis de Alto Molocue), Milange (en 2013 perdió el puesto administrativo de Molumbo, elevado a distrito, que desde 1993 es parte de la diócesis de Gurué), Mocuba, Mopeia, Morrumbala, Namacurra, Nicoadala y Quelimane (creado en 2013 con la elevación a distrito de la ciudad de Quelimane más el puesto administrativo de Maquival que pertenecía al distrito de Nicoadala),
La sede de la diócesis se encuentra en la ciudad de Quelimane, en donde se halla la Catedral de Nuestra Señora de la Salvación y la antigua catedral del mismo nombre que fue abandonada en 1976.
En 2025 en la diócesis existían 29 parroquias.

## Historia
La diócesis fue erigida el 6 de octubre de 1954 mediante la bula Quandoquidem Christus del papa Pío XII, obteniendo el territorio (todo el distrito de Zambezia de la provincia portuguesa de Mozambique) de la diócesis de Beira (hoy arquidiócesis).
La diócesis dejó de ser parte de Portugal al obtener su independencia el estado de Mozambique el 25 de junio de 1975.
Originalmente sufragánea de la arquidiócesis de Lourenço Marques (hoy arquidiócesis de Maputo), el 4 de junio de 1984 pasó a formar parte de la provincia eclesiástica de Beira.
El 6 de diciembre de 1993 cedió una parte de su territorio (entonces distritos de Gurué, Namarroi, Ile y el puesto administrativo de Molumbo del distrito de Milange) para la erección de la diócesis de Gurué mediante la bula Enixam suscipientes del papa Juan Pablo II.
El 23 de enero de 2025 cedió otra porción de su territorio (distrito de Mocubela) para la erección de la diócesis de Alto Molocue por el papa Francisco.

## Estadísticas
Según el Boletín diario de la Santa Sede de 23 de enero de 2025 la diócesis tenía en ese momento un total de 1 366 593 fieles bautizados.
| Año                                                                             | Población            | Población | Población      | Sacerdotes | Sacerdotes    | Sacerdotes    | Bautizados por sacerdote | Diáconos permanentes | Religiosos | Religiosos | Parroquias |
| Año                                                                             | Bautizados católicos | Total     | % de católicos | Total      | Clero secular | Clero regular | Bautizados por sacerdote | Diáconos permanentes | Varones    | Mujeres    | Parroquias |
| ------------------------------------------------------------------------------- | -------------------- | --------- | -------------- | ---------- | ------------- | ------------- | ------------------------ | -------------------- | ---------- | ---------- | ---------- |
| 1970                                                                            | 131 384              | 1 585 634 | 8.3            | 88         | 9             | 79            | 1493                     |                      | 100        | 148        | 6          |
| 1980                                                                            | 181 010              | 2 100 126 | 8.6            | 68         |               | 68            | 2661                     |                      | 83         | 65         | 31         |
| 1990                                                                            | 280 783              | 2 705 000 | 10.4           | 60         | 2             | 58            | 4679                     |                      | 71         | 46         | 36         |
| 1999                                                                            | 543 000              | 2 224 000 | 24.4           | 37         | 10            | 27            | 14 675                   |                      | 51         | 80         | 20         |
| 2000                                                                            | 563 570              | 2 275 000 | 24.8           | 40         | 11            | 29            | 14 089                   |                      | 53         | 65         | 22         |
| 2001                                                                            | 532 961              | 700 503   | 76.1           | 50         | 17            | 33            | 10 659                   |                      | 62         | 60         | 22         |
| 2002                                                                            | 632 900              | 700 600   | 90.3           | 74         | 18            | 56            | 8 552                    |                      | 86         | 78         | 22         |
| 2003                                                                            | 700 032              | 800 010   | 87.5           | 56         | 18            | 38            | 12 500                   |                      | 76         | 82         | 22         |
| 2004                                                                            | 714 000              | 816 000   | 87.5           | 57         | 20            | 37            | 12 526                   |                      | 73         | 92         | 22         |
| 2010                                                                            | 806 000              | 922 000   | 87.4           | 60         | 22            | 38            | 13 433                   |                      | 91         | 109        | 22         |
| 2014                                                                            | 882 000              | 1 010 000 | 87.3           | 44         | 24            | 20            | 20 045                   |                      | 57         | 111        | 23         |
| 2017                                                                            | 821 650              | 2 219 900 | 37.0           | 46         | 28            | 18            | 17 861                   |                      | 55         | 98         | 21         |
| 2020                                                                            | 869 000              | 2 349 600 | 37.0           | 51         | 33            | 18            | 17 039                   |                      | 54         | 96         | 24         |
| 2022                                                                            | 913 000              | 2 469 000 | 37.0           | 56         | 40            | 16            | 16 303                   |                      | 52         | 96         | 26         |
| 2025                                                                            | 1 366 593            | 3 440 268 | 39.7           | 73         | 52            | 21            | 18 720                   |                      | 7          | 98         | 29         |
| Fuente: Catholic-Hierarchy, que a su vez toma los datos del Anuario Pontificio. |                      |           |                |            |               |               |                          |                      |            |            |            |

## Episcopologio
- Francisco Nunes Teixeira † (6 de febrero de 1955-23 de diciembre de 1975 renunció)
- Bernardo Filipe Governo, O.F.M.Cap. † (31 de mayo de 1976-10 de marzo de 2007 renunció)
- Hilário Da Cruz Massinga, O.F.M. (25 de enero de 2008-11 de agosto de 2023 nombrado obispo auxiliar de Inhambane[nota 1])
  - Pietro Tosato, O.F.M.Cap. (Administrador Apostólico desde el 11 de agosto de 2023 - 25 de julio de 2025)[6]
- Osório Citora Afonso, I.M.C., desde el 25 de julio de 2025